# Live and Acoustic at Park Ave.
Live and Acoustic at Park Ave. é um EP da banda de rock alternativo Snow Patrol, lançado no final de 2005. Todas as músicas são tocadas ao vivo e em acústico e são selecionadas de um show ao vivo. Vocalista Gary Lightbody notou depois da primeira música que a banda nunca tinha tocado acusticamente antes porque "eles não trabalhavam acusticamente".

## Tracklist
1. "Spitting Games" - 4:19
2. "How to Be Dead" - 3:17
3. "Grazed Knees" - 2:41
4. "Chocolate" - 2:34
5. "Run" - 4:47